# Ophichthus megalops
Ophichthus megalops är en fiskart som beskrevs av Asano, 1987. Ophichthus megalops ingår i släktet Ophichthus och familjen Ophichthidae. Inga underarter finns listade i Catalogue of Life.